# Anthony Giddens
Anthony Giddens   (Edmonton i Londres, 18 de gener de 1938) és un sociòleg britànic, reconegut per la seva teoria de l'estructuració i la seva mirada holística de les societats modernes. És considerat un dels més prominents contribuents moderns en el camp de la sociologia, autor de més de 34 llibres publicats almenys en 29 idiomes i publicant-ne més d'un a l'any. L'any 2007 va ser el cinquè autor més citat de llibres en l'àmbit de les humanitats.
La seva vida acadèmica es pot dividir en quatre etapes notables. La primera etapa se centra a perfilar la seva visió sobre el que és la sociologia, presentant un marc teòric i metodològic sobre el camp, basant-se en una reinterpretació dels clàssics. En la segona etapa, Giddens desenvolupa la teoria de l'estructuració, una anàlisi de l'agència i l'estructura, en la qual la prioritat no es concedeix a cap. Van ser les publicacions que va fer durant aquest període que li van donar fama internacional en l'àmbit de la sociologia.
La tercera etapa l'ocupen la modernitat, la globalització i la política, focalitzant-se sobretot en l'impacte de la modernitat damunt la vida social i personal. L'última fase s'ha dirigit cap als problemes rellevants de l'evolució de la societat mundial, que inclou, les qüestions ambientals centrant-se en el canvi climàtic, el qual analitzarà en diverses publicacions i conferències.

## Biografia
Giddens va néixer a Edmonton, Londres. Va estudiar a la Minchenden Grammar School. Provenia d'una família de classe mitjana i va ser el primer membre en arribar a la universitat. Va cursar els estudis universitaris a la Universitat de Hull, on es va graduar el 1959 de Sociologia i Psicologia. I seguidament va fer un màster a la London School of Economics. fou nomenat director del London School of Economics and Political Science, professor de Sociologia a la Universitat de Cambridge i membre del consell de l'Institute for Public Policy Research al seu país. Al 1961 començà a treballar a la Universitat de Leicester, on hi va conèixer Norbert Elias que el va impulsar per escriure i compartir la seva posició teòrica.
Giddens és cofundador de Polity press (1985), una editorial líder en la publicació de coneixement de les ciències socials i art. Des del 1997 al 2003 va ser director a la London School of Economics. També fou un assessor de Tony Blair i va formar part dels diàlegs del 1997 amb Bill Clinton. Participà en debats polítics representant el Partit Laborista, que té un posicionament de centre-dreta. A més a més ha aconsellat a líders polítics d'Àsia, Amèrica del Sud, Austràlia, Estats Units i Europa.
Actualment té graus honoraris en 15 universitats diferents.
El 2002 va ser premiat amb el Premi Princesa d'Astúries de Ciències Socials. El juny del 2004 fou anomenat membre vitalici de la Cambra dels Lords.
És membre de Acadèmia Americana de les Arts i les Ciències i de l'Acadèmia Xines de les Ciències Socials.
I un aficionat de l'equip de futbol, Tottenham Hotspur FC de Londres.

## Obra

### General
Giddens és autor de 34 llibres i 200 articles, assajos i ressenyes. Els seus llibres han estat traduïts a més de 40 idiomes. I és un dels autors més citats de la seva generació.
Ha col·laborat i escrit sobre els més notables desenvolupaments en l'àrea de les ciències socials. La seva obra no es basa únicament en la sociologia, sinó que és interdisciplinària, i també ha publicat sobre antropologia, arqueologia, psicologia, filosofia, història, economia, ciències polítiques, ...

### L'origen de la sociologia
Giddens té una posició contra el funcionalisme estructural de Talcott Parsons, l'evolucionisme i el materialisme històric de Marx. En la seva teoria les construccions socials de poder, modernitat i les institucions tenen un paper molt rellevant.
En Les noves regles del mètode sociològic(1976) crítica positiva de les sociologies interpretatives i explica com s'ha de fer sociologia, diferencia entre el nivell micro i el macro. Rebutja el paradigma del positivisme sociològic de Durkheim i s'apropa més al pensament de Weber. Tot i que afirma que la societat no pot ser considerada una realitat col·lectiva i l'individu tampoc pot ser la unitat central de l'anàlisi.
Utilitza la lògica de la tradició hermenèutica (sociologia interpretativa), és a dir, els actors socials humans tenen un grau de coneixement sobre el què estan fent. Per tant, l'ordre social no és una resposta evolutiva sinó que és el resultat d'accions prèviament planificades. L'objectiu dels sociòlegs és interpretar un món que ja és interpretat pels actors socials. Aquest fet provoca l'existència de la dualitat d'estructura, que és la unitat central d'investigació que en alguns casos limita la conducta individual. Giddens assenyala l'existència d'una forma específica d'un cicle social, el qual comença en el moment que els conceptes sociològics es filtren al món quotidià i aquest coneixement genera un canvi en les activitats humanes. Aquesta relació entre el coneixement i els actors socials és anomenada la doble hermenèutica, que seria la interpretativa i dialèctica entre el coneixement científic social i l'humà.
Giddens descriu el poder com la capacitat transformadora de les persones per canviar el món social i material que és format pel coneixement espaitemps. El coneixement espaitemps és una imposició, ja que no és escollit per l'actor. Per això, les estructures no haurien de ser vistes com a restriccions sinó com a facilitadores.
Els processos d'estructuració impliquen una interacció de significats, normes i poder.
El sociòleg ha de fer una immersió en la forma de vida per poder observar.
Així els conceptes sociològics obeeixen una doble hermenèutica. Les tasques principals de l'anàlisi sociològic són les següents:
- L'explicació hermenèutica i mediació de formes divergents de la vida dins dels metallenguatges de les ciències socials.
- Explicació de la producció i reproducció de la societat com a resultat dels actors socials.

### Estructuració
La teoria de l'estructuració de Giddens tracta la qüestió de si són individus o forces socials les que configuren la nostra realitat social. Evita posicions extremes, argumentant que, tot i que les persones no són del tot lliures d'escollir les seves pròpies accions i que el seu coneixement és limitat, són l'agència que reprodueix l'estructura social i condueix al canvi social.
Les seves idees són ressò de la filosofia del poeta modernista Wallace Stevens, que suggereix que vivim entre les formes que prenem quan el món actua sobre nosaltres i les idees d'ordre que la nostra imaginació imposa al món. Giddens escriu que la connexió entre estructura i acció és un element fonamental de la teoria social, l'estructura i l'agència són una dualitat que no es pot concebre separadament i el seu principal argument es troba en la seva expressió "dualitat d'estructura".
Bàsicament, això significa que la gent fa la societat, però al mateix temps es veuen restringides per ella. L'acció i l'estructura no es poden analitzar per separat, ja que les estructures es creen, es mantenen i canvien a través d'unes accions, mentre que les accions només es donen de forma significativa a través del fons de l'estructura: la línia de causalitat s'executa en ambdues direccions, cosa que fa impossible determinar què canvia què.
A les pròpies paraules d'A. Giddens (de les noves regles)
"" Les estructures socials estan constituïdes per l'agència humana i, alhora, són el mitjà mateix d'aquesta constitució ".
Giddens defineix les estructures que consisteixen en regles i recursos que impliquen l'acció humana: les regles limiten les accions, els recursos ho fan possible. També distingeix entre sistemes i estructures. Els sistemes mostren propietats estructurals, però no són estructures. Assenyala en el seu article Funcionalisme: après la lutte (1976) que:
" Examinar l'estructuració d'un sistema social és examinar les maneres en què aquest sistema, mitjançant l'aplicació de regles i recursos generatius, es produeix i es reprodueix en la interacció social ".
L'estructuració són les diferents relacions que s'han format en l'estructura. Poden existir fora de temps i lloc, és a dir, independentment del context en què es creen. Un exemple és la relació entre un professor i un estudiant: quan es troben en un altre context, per exemple a les festes del poble, encara es conserva la jerarquia entre ells.
L'estructura pot actuar com a restricció de l'acció, però també permet l'acció proporcionant marcs comuns de significat. Penseu en l'exemple del llenguatge: l'estructura del llenguatge està representada per les regles de la sintaxi que descarten certes combinacions de paraules. Però l'estructura també proporciona regles que permeten que es produeixin noves accions que ens permetin crear frases noves i significatives. Les estructures no han de ser concebudes com "simplement situar limitacions a l'agència humana, sinó com a habilitadores". Són generalment bastant estables, però es poden canviar, sobretot a través de les conseqüències no desitjades de l'acció, quan les persones comencen a ignorar-les, les reemplacen o les reprodueixen de manera diferent.
Així, els actors (agents) utilitzen les regles socials adequades a la seva cultura, que han après a través de la socialització i l'experiència. Aquestes regles, juntament amb els recursos a la seva disposició, s'utilitzen en les interaccions socials. Les normes i els recursos emprats d'aquesta manera no són deterministes, però s'apliquen reflexivament per actors amb coneixements, tot i que la consciència dels actors es pot limitar a les especificitats de les seves activitats en un moment donat. Per tant, el resultat de l'acció no és totalment predictible.

### Connexions entre micro i macro
L'estructuració és molt útil en la síntesi de problemes micro i macro. A escala micro, un dels sentits interns de les persones i de la identitat, podem considerar com a exemple d'una família: cada vegada som més lliures d'escollir els nostres propis companys i de relacionar-nos amb ells, cosa que crea noves oportunitats; però també més feina, i com la relació es converteix en un projecte reflexiu que ha de ser interpretat i mantingut. Tanmateix, aquest canvi de nivell micro no es pot explicar només mirant el nivell individual, ja que les persones no canvien de manera espontània.

### Identitat pròpia
Giddens diu que a la societat post-tradicional, l'autoretrat és relexiu. No és una qualitat d'un moment, sinó un relat de la vida d'una persona. Giddens escriu que:
“ La identitat d'una persona no es troba en el seu comportament, ni -tot i que és important- a les reaccions d'altres, sinó en la capacitat de mantenir una particular narrativa. La biografia individual, si aquesta és mantenir interaccions regulars amb altres durant el dia a dia, no pot ser completament fictícia. Ha d'incloure esdeveniments que passen al món extern, i ordenar-los en la "història" en curs sobre el jo.”.
Més que mai tenim accés a la informació que ens permet reflexionar sobre les causes i conseqüències de les nostres accions. Al mateix temps, ens trobem davant de perills relacionats amb les conseqüències no desitjades de les nostres accions i la nostra confiança en el coneixement dels experts. Creem, mantenim i revisem un conjunt de narratives biogràfiques, rols socials i estils de vida: la història de qui som i com hem arribat a ser com som ara. Cada vegada som més lliures d'escollir el que volem fer i qui volem ser (tot i que Giddens afirma que la riquesa dona accés a més opcions). Però una opció més gran pot ser alhora alliberadora i preocupant. Alliberant-se en el sentit d'augmentar la probabilitat d'una autorrealització, i preocupant en augmentar l'estrès emocional i el temps necessari per analitzar les opcions disponibles i minimitzar el risc del que cada vegada som més conscients (el que Giddens resumeix com a "incertesa de fabricació"). Mentre que en societats tradicionals anteriors se'ns proporcionaria aquest paper narratiu i social, en la societat post-tradicional solem obligar-nos a crear-ne nosaltres mateixos. Com ho indica Giddens:
“ Què fer? Com actuar? Qui ser? Són preguntes bàsiques per a tothom que viu en les circumstàncies de la modernitat tardana - i aquelles que, en algun nivell o altre, tothom responem, de manera discursiva o diàriament en el nostre comportament social.”
Amb la decadència de les tradicions, les identitats generals - incloenthi el gènere i identitats sexuals - s'han convertit en més diverses i maleables. Tot i que de vegades estan limitats pels vestigis de la tradició, les vides modernes són menys predictibles i fixes que les de les generacions anteriors, i les identitats actuals estan més "en joc" que mai. Tothom ha de triar una manera de viure, tot i que algunes persones se senten més habilitades per triar opcions més inusuals que altres.

### Modernitat
El treball recent de Giddens tracta la qüestió de què és característic de les institucions socials en diversos punts de la història. Giddens està d'acord que hi ha canvis molt específics que marquen la nostra era actual, però argumenta que no és una "era postmoderna", sinó només una "era de la modernitat radicalitzada" (similar al concepte de modernitat líquida de Zygmunt Bauman), produïda per l'extensió de les mateixes forces socials que van configurar l'edat anterior. No obstant això, els Giddens diferencien les societats modernes pre-modernes, modernes i tardanes (altes) i no discuteixen que s'han produït canvis importants, sinó que adopten una postura neutra envers aquests canvis, que diuen ofereix oportunitats sense precedents i perills inigualables. També destaca que realment no hem anat més enllà de la modernitat. És només una modernitat desenvolupada, desvinculada, radicalitzada i "tardana". Així, els fenòmens que alguns han anomenat "postmodern" són per Giddens res més que les instàncies més extremes d'una modernitat desenvolupada.
Juntament amb Ulrich Beck i Scott Lash, dona suport al terme modernització reflexiva com una descripció més acurada dels processos associats a la segona modernitat, ja que s'oposa a si mateixa (en la seva versió anterior) en lloc d'oposar-se al tradicionalisme, posant en perill les mateixes institucions que va crear (com l'estat nacional, els partits polítics o la família nuclear).
Giddens es concentra en un contrast entre la cultura tradicional (pre-moderna) i la cultura postmoderna (moderna). En les societats tradicionals, les accions individuals no s'han de pensar àmpliament, ja que les opcions disponibles ja estan determinades (pels costums, les tradicions, etc.). En canvi, en la societat post-tradicional, les persones (actors, agents) es preocupen molt menys dels precedents establerts per les generacions anteriors i tenen més opcions a causa de la flexibilitat del dret i de l'opinió pública. Això, però, significa que ara les accions individuals requereixen més anàlisi i reflexió abans de ser preses. La societat és més reflexiva i conscient, cosa que fascina Giddens, il·lustrant-la amb exemples que van des de la governança estatal fins a les relacions íntimes. Giddens examina tres àmbits en particular: l'experiència de la identitat, les connexions de la intimitat i les institucions polítiques.
Segons Giddens, la propietat més significativa de la modernitat és que estem desembarcats del temps i de l'espai. A les societats pre-modernes, l'espai era l'àrea en la qual s'havia mogut, el temps era l'experiència que teníem mentre es mou. En les societats modernes, però, l'espai social ja no està confinat pels límits establerts per l'espai en què es mou. Ara es pot imaginar altres espais, encara que mai no hagi estat allà. En aquest sentit, Giddens parla d'espai virtual i temps virtual. Una altra característica distintiva de la modernitat rau en el camp del coneixement.
En les societats pre-modernes, els antics tenien el coneixement: eren definibles en el temps i en l'espai. En les societats modernes hem de confiar en sistemes experts. Aquests no estan presents en el temps i l'espai, però hem de confiar en ells. Fins i tot si confiem en ells, sabem que alguna cosa pot sortir malament: sempre hi ha un risc que hem de prendre. A més, les tecnologies que utilitzem i que transformen les restriccions en mitjans contenen riscos. En conseqüència, sempre hi ha un augment de la incertesa en les societats contemporànies. És també en aquest sentit que Giddens utilitza la imatge d'un "juggernaut": es diu que la modernitat és com un jugador insostenible que viatja per l'espai.
La humanitat intenta dirigir-la, però sempre que les institucions modernes, amb tota la seva incertesa, continuïn, mai no podrem influir en el seu camí. No obstant això, es pot gestionar la incertesa “reembeding”, els sistemes d'experts a les estructures a les quals estem acostumats.
Una altra característica és la reflexivitat millorada, tant a nivell individual com a nivell d'institucions. Aquesta última requereix una explicació: a les institucions modernes sempre hi ha un component que estudia les pròpies institucions amb la finalitat de millorar-ne l'eficàcia. Aquesta millora de la reflexivitat es va permetre quan el llenguatge es va fer cada vegada més abstracte amb la transició de les societats modernes i es va institucionalitzar a les universitats. És també en aquest sentit que Giddens parla de "doble hermenèutica": cada acció té dues interpretacions. Un és de l'actor mateix, l'altra, de l'investigador que intenta donar sentit a l'acció que observa. L'actor que realitza l'acció, però, pot conèixer la interpretació de l'investigador i, per tant, canviar la seva pròpia interpretació o la seva altra línia d'acció.
Aquesta és la raó per la qual la ciència positiva, segons Giddens, no és possible en les ciències socials: cada vegada que un investigador intenta identificar seqüències causals d'acció, els actors poden canviar la seva línia d'acció. El problema és, però, que els punts de vista conflictius de les ciències socials provoquen un desinterès de la gent. Per exemple, quan els científics no estan d'acord amb l'efecte hivernacle, la gent obviarà aquest fet i negarà que hi hagi un problema. Per tant, com més es desenvolupin les ciències, més incertesa hi ha a la societat moderna.
A A Critique Contemporani del Materialisme Històric, Giddens conclou que:
1. No existeix un mecanisme general necessari de canvi social, cap motor universal de la història com el conflicte de classes;
2. No hi ha etapes universals, ni periodització del desenvolupament social, que es descartin per sistemes intersocietals i "arestes del temps-espai" (sempre amb presència de variables exògenes), així com per l'agència humana i la "historicitat" inherent de societats;
3. Les societats no tenen necessitats diferents de les de les persones, de manera que no se'ls pot aplicar adequadament nocions com l'adaptació;
4. Les societats precapitalistes estan dividides en classes, però només amb el capitalisme hi ha societats de classes en les quals hi ha un conflicte endèmic de classes, la separació de les esferes polítiques i econòmiques, la propietat lliurement alienable com a capital i els mercats laborals i laborals "lliures";
5. Mentre que el conflicte de classes és fonamental per a la societat capitalista, no hi ha teleologia que garanteixi l'aparició de la classe obrera com a classe universal i no ontològica que justifiqui la negació de les múltiples bases de la societat moderna representades pel capitalisme, l'industrialisme, la burocratització, la vigilància i la industrialització de la societat moderna.
6. La sociologia, com a subjecte eminentment modernista, aborda una realitat reflexiva.

### La tercera via
Anthony Giddens tenia una noció de política que es basava amb la "Tercera Via", la qual intentava evitar les tradicionals opcions de l'esquerra certaintiesi la dreta. Aquesta va ser una autèntica inspiració per al Partit Laboralista del Regne Unit, que va anomenar el corrent com a "New Labour", Nou Laboralisme.
A l'època de la modernitat tardana i reflexiva i de l'economia de post-escassetat, la ciència política es transforma. Giddens assenyala que hi ha la possibilitat que la "política de la vida" (la política d'auto-actualització) sigui més visible que la "política emancipadora" (la política de la desigualtat); que els nous moviments socials puguin conduir a un canvi social més gran que els partits polítics; i que el projecte reflexiu del jo i els canvis en el gènere i les relacions sexuals poden liderar el camí, a través de la "democratització de la democràcia", a una nova era de la "democràcia dialògica" dels Habermasians en què es resolen les diferències i s'ordenen les pràctiques a través del discurs. en lloc de violència o ordres d'autoritat.
Giddens, basant-se en els seus temes familiars anteriors de la reflexivitat i la integració de sistemes, que situa les persones en noves relacions de confiança i dependència entre ells i els seus governs, argumenta que els conceptes polítics d' "esquerra" i de "dreta" ara es trenquen, ja que és un resultat de molts factors, el més central, el de l'absència d'una alternativa clara al capitalisme i l'eclipsi d'oportunitats polítiques basades en la classe social a favor d'aquests basats en opcions de vida.
A Beyond Left and Right (1994), Giddens critica el socialisme del mercat i construeix un marc de sis punts per a una política radical reconstituïda:
1. Reparar les solidaritats danyades
2. Reconèixer la centralitat de les "life politics"
3. Acceptar que la confiança activa implica una política generativa
4. Abraçar la democràcia dialògica
5. Repensar l'Estat de Benestar
6. Enfrontar la violència

## Ideologia social
Des del punt de vista acadèmic, els interessos de Giddens se centren a reformular la teoria social i reavaluar la nostra visió del desenvolupament i la modernitat. Entre les seves aportacions en aquests àmbits es conta la teoria de l'estructuració i l'estudi dels canvis que en l'àmbit social comporta la dissociació de l'espai i el temps, producte dels avanços tecnològics contemporanis.
En l'àrea de la sociologia política, Giddens va precisar els postulats de la Tercera Via, entre el capitalisme liberal i el socialisme. Aquesta teoria pretén recollir els millors aspectes d'ambdós sistemes. En aquest sentit, Giddens va desenvolupar el càrrec de conseller del Primer Ministre del Regne Unit Tony Blair.
Giddens defineix el moviment social com un intent col·lectiu de lluitar per un interès comú, o d'arribar a un objectiu al marge de l'esfera de les institucions establertes.
Hi ha quatre tipus de moviments socials segons Giddens: 
1. Transformadors: intenten un canvi social dràstic, de vegades de forma revolucionària. Cop d'estat.
2. Reformistes: intenten canviar una situació social de forma progressiva. Nou govern, associacions pro-causa...
3. Redemptors: salvar als individus de maneres de vida corruptes. Església...
4. D'alteració: intenten rehabilitar a individus en alguna determinada faceta. Alcohòlics Anònims.

## Teoria de la reflexivitat
El concepte de reflexivitat és clau en l'obra d'Anthony Giddens perquè enllaça temes bàsics com els d'acció estratègica, rutines i institucions.
Serà Anthony Giddens qui difondrà, el 1990, el terme "modernitat reflexiva". Aquest indica l'entrada a una època en què la societat es fa més complexa i els individus han d'assumir canvis accelerats. Enfocarà la reflexivitat envers la identitat personal i aquesta dins les societats de la informació. La identitat en l'ordre post tradicional és un efecte reflexiu, un esforç continuat de crear, mantenir i revisar qui som i com arribem. Per tant, concep la identitat pròpia com una comprensió reflexiva de cada persona envers la seva biografia.
Introdueix la importància de la informació avui en dia, tant com per l'individu com per les societats. En les societats de la informació, la recopilació d'aquesta, és un procés rutinari i necessari de protecció de la mateixa nació i dels individus que la formen. Al procés de recopilar informació el vincula amb el concepte d'individuació, i aquest al seu torn dona com a resultat la individualitat, que seria la possibilitat que tenen les persones a prendre "eleccions informades". A més els governs recopilen informació dels individus, de manera que són capaços d'identificar els qui poden ser enemics de l'estat i poden protegir d'aquesta manera la nació d'atacs imminents.

### Societat d'alta oportunitat i d'alt risc
Tractarà diversos temes com la globalització, el canvi climàtic, la situació d'Europa i la Revolució digital.

#### Globalització
En els últims anys el sociòleg s'ha dedicat a estudiar la globalització i com la interdependència social que hi ha mundialment ha estat impulsada tant com pel creixement de l'economia mundial com pels avenços en les comunicacions. Internet vincula actualment a persones i organitzacions de tot el món de manera quotidiana, de la mateixa manera que l'accés a aquest és enorme i encara creixent i d'aquests en forma part del dia a dia.
La globalització i el món interconnectat i interdependent ha donat pas a molts avantatges, però de la mateixa manera que pot ser beneficiosa pot no ser-ho i comportar certs riscos. Per aquest motiu, Giddens fa referència a una societat d'alta oportunitat i d'alt risc. El ventall d'oportunitats generades és un tema recent, de manera que les conseqüències que en deriven encara són molt noves i desconegudes.
"La globalització, per descomptat, no està evolucionant equitativament, i de cap manera és totalment benigna en les seves conseqüències. Moltes persones que viuen fora d'Europa i Nord-amèrica la consideren, i els desagrada, una occidentalització - o inclús americanització, ja que els Estats Units són ara l'única superpotència, amb una posició econòmica, cultural i militar dominant en l'ordre mundial-".

#### Canvi climàtic
Una de les problemàtiques que tractarà en els seus escrits és el canvi climàtic, sobretot en la seva obra La política del canvi climàtic publicada el 2009. Aquest és un dels riscos fruit de la globalització i l'industrialisme modern, que ha vingut donat per l'aprofitament, en aquest cas excessiu, d'un avantatge que hi havia a l'hora de fer economia i comerç. Giddens respondrà al perquè no s'està fent gairebé res per contrarestar-lo i d'entre altres raons, és per la novetat històrica que representa. El que planteja Anthony Giddens és que com no es té una experiència en com tractar un problema com aquest i tampoc se'n coneixen els perills que en poden derivar s'està deixant com un problema futur. La seva visió és que no es decidirà respondre-hi fins que es donin catàstrofes importants i en aquest punt ja serà tard per respondre.

#### Europa
Giddens parlarà sobre la situació actual d'Europa i sobre el futur que aquesta afronta en els seus llibres Europa en l'era global i Turbulent and Mighty Continent, i també tracta el tema en diverses publicacions que ha fet. Sobretot remarca i tracta quin és el futur que espera a Europa a conseqüència de la crisi financera mundial del 2008.
“Hay una lucha por Europa en el sentido de un choque entre versiones divergentes de lo que la Unión representa y de la forma que ésta debería asumir en el futuro. Pero también hay una lucha en la qual Europa se tendrá que implicar para afirmarse en el mundo de transformaciones trascendentales.”
Desenvolupa claus per evitar l'estancament o fins i tot la desintegració de la Unió Europea i la principal és dur a terme reformes. Aquestes reformes han de ser qualitats que no han estat presents en la història de la Unió Europea però que són necessàries per fer front al futur. Algunes a les quals fa referència són al lideratge flexible i d'acció ràpida, juntament amb major participació democràtica dels ciutadans. Defensarà també la necessitat d'incorporar i modificar variables que estan entorn de conceptes com benestar social i també la necessitat d'establir connexió directa entre la problemàtica del medi ambient i la ciutadania.

#### Revolució digital
També s'ha centrat en la revolució digital a causa del seu impacte en el món en forma de canvis. Pren per revolució digital sobretot l'internet combinat amb la robòtica i supercomputadors. Aquesta combinació està a les mans de milions d'habitants que tenen la possibilitat d'aprofitar els avantatges que suposa.
Giddens relacionarà la Revolució digital amb la societat d'alt risc i altra probabilitat que ha presentat. Planteja com aquesta revolució pot fer grans avenços en diversos àmbits, com en la medicina, però com poden ser utilitzats en criminalitat, violència i guerra.

## Obres
- Giddens, A. (1979). Central Problems in Social Theory
- Giddens, A. (1981). A Contemporary Critique of Historical Materialism
- Giddens, A. (1984). La constitución de la sociedad: bases para la teoría de la estructuración
- Giddens, A. (1993). Consecuencias de la modernidad. Madrid: Alianza editorial.
- Giddens, A. (1998). Més enllà de la dreta i l'esquerra: Una nova política per al nou mil·lenni. Barcelona: Fundació Trias Fargas.
- Giddens, A. (1999). La tercera via: La renovació de la socialdemocràcia. Barcelona: Edicions 62.
- Giddens, A. (2000). La tercera via i els seus crítics
- Giddens, A. (2001). En el límite: la vida en el capitalismo global
- Giddens, A. (2007). Europa en la era global
- Giddens, A. (2010). La política del cambio climático